# Žižkův dub (Újezd nade Mží)
Žižkův dub je památný strom nedaleko vesnice Újezd nade Mží. Přibližně 500 let starý dožívající dub letní (Quercus robur) roste pod vsí na rozcestí u řeky Mže v nadmořské výšce 360 m. Koruna stromu dosahuje výšky 28 m a obvod jeho kmene měří 760 cm (měření 1998). Strom je chráněn od roku 1987 pro svůj vzrůst.